# 'Alqama ibn 'Abada
 'Alqama ibn 'Abada, o  'Alqama al-Fahl fue un poeta árabe de la tribu tamim, importante en la segunda mitad del siglo VI.
De su vida se conoce poco. Su poesía se asocia con un incidente en las guerras entre tribus de árabes cristianos. Incluso la fecha no se conoce con certeza, pero se cree que entraría en la segunda mitad del siglo VI,. Es famosa en la literatura árabe su descripción poética de avestruces. Su diwan o antología poética consiste en tres qasidas (poemas largos) elegíacas y once fragmentos. El filólogo medieval Asma'i considera que los tres poemas son genuinamente suyos, es decir, que no han sido alterados por la transmisión oral.
A. Socin editó los poemas con una traducción al latín como Die Gedichte des 'Alkama Alfahl (Leipzig, 1867), y están también Bemerkungen uber die Aechtheit der allen arabischen Gedichtede W. Ahlwardt (Greifswald, 1872), pp. 65–71 and 146-168.